# 의사봉

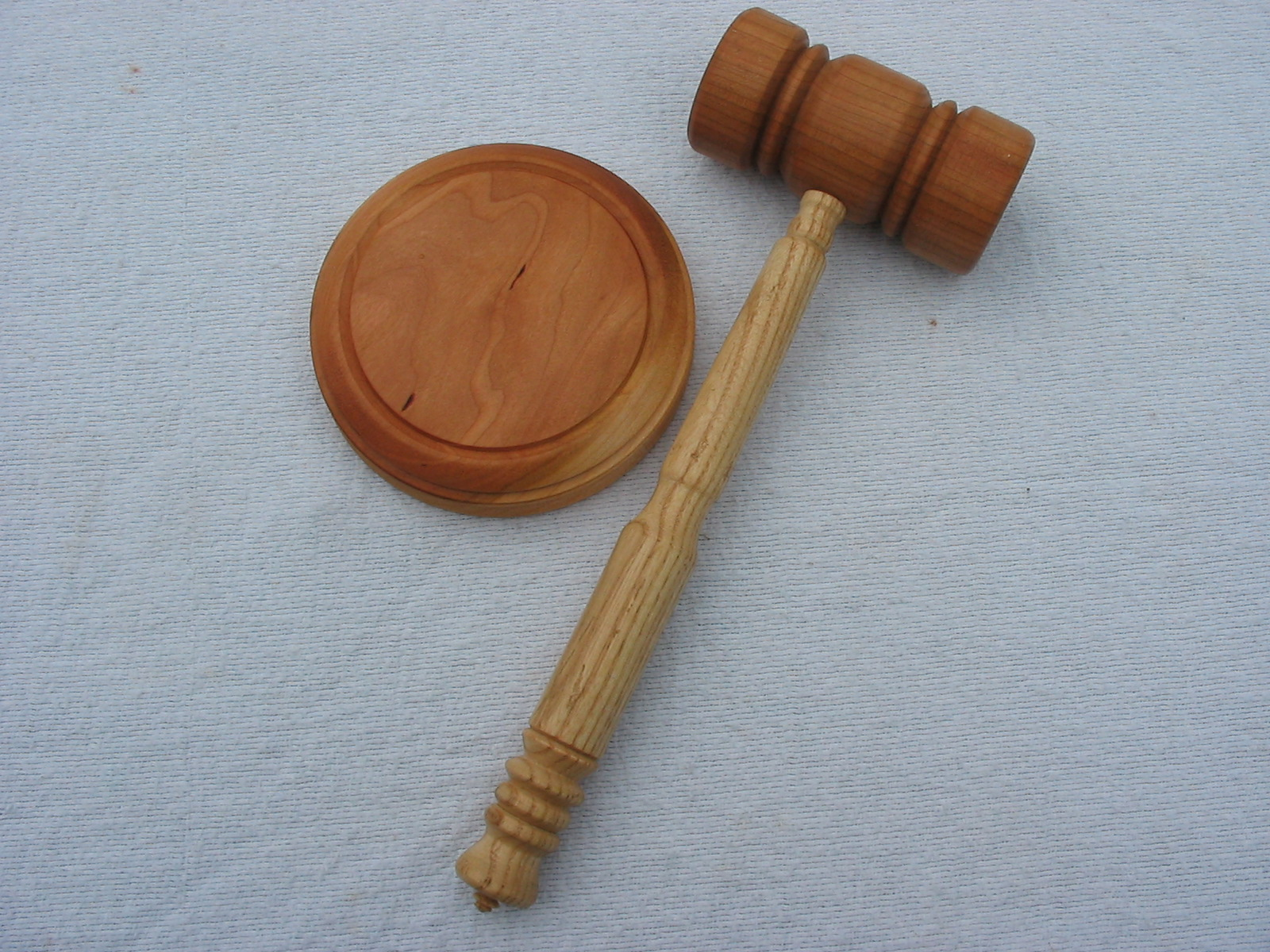
의사봉

의사봉은 회의 진행 과정에서 사용하는 나무망치이다. 대한민국에서는 국회, 지방의회, 국무회의 등 의결기구에서 널리 사용하며 관례적으로 의사봉을 3회 두드린다. 미국 의회에서는 하원에서는 손잡이가 있는 망치를 의사봉으로 사용하고, 상원에서는 손잡이가 없는 의사봉을 사용한다.